# UPC Belgium N.V.
UPC Belgium N.V. was een Belgische aanbieder van televisie, breedbandinternet en telefoniediensten. De afkorting UPC staat voor United Pan-European Communications. UPC Belgium begon in de jaren 70 als TVD Radio Public. Het bedrijf werd een dochterbedrijf van Liberty Global, Inc. die het in 1999 hernoemde naar UPC Belgium. In 2006 werd UPC Belgium verkocht aan Telenet, wat toen al voor een groot deel handen was van Liberty Global. Na deze overname is het merk UPC Belgium langzaam uit het straatbeeld verdwenen.
TVD Radio Public begon op 1 februari 1998 met betaaltelevisie als primeur in Vlaanderen. De eerste maand werden Fox kids, Knowledge TV, Muzzik, Travel, Sci-Fi en Automobile / XXL gratis uitgezonden, daarna werden ze gecodeerd. Later kwamen er nog andere themazenders bij, zoals Cartoon Network en Turner Classic Movies. In Brussel verschenen er al extra Franstalige en Arabische zenders in 1996.
UPC is begonnen als een joint venture van Philips en United International Holdings (UIH) in 1996, om op de bestaande kabeltelevisienetten innovatieve diensten als abonneetelevisiekanalen en kabelinternet te kunnen aanbieden. Philips stapte in 1998 uit het project. 
In 2003 werd begonnen met het aanbieden van internettelefonie.

## Werkgebied
In het Brussels Hoofdstedelijk Gewest: Etterbeek, Ganshoren, Koekelberg, Jette, Schaarbeek, Sint-Agatha-Berchem en Vorst. Verder in Vlaams-Brabant in Leuven, Heverlee en Kessel-Lo.